# 蓮兒與啷噹六便士
啷噹六便士合唱團，也譯作蓮兒與啷噹六便士，是一支發跡於德克薩斯州，最後移居至田納西州的美國流行/摇滚乐团，並且曾獲得葛萊美獎的提名。該團的團名源自於C·S·路易斯的《反璞歸真》（Mere Christianity）一書。

## 團史

### 成立初期（1992年－1996年）
1990年初，吉他手兼作曲人麥特·史洛坎（Matt Slocum）在教堂務虛會遇見了主唱蓮兒·納許（Leigh Nash）。他們與貝斯手T·J·貝林（T.J. Behling）和鼓手布拉德·阿诺德（Brad Arnold）在達拉斯的音樂工作室“Verge Music Works”錄製了一張樣本唱片（如今被称为《The Original Demos》），並最終於1993年由獨立廠牌「R.E.X.唱片公司」發行了專輯《喪父與寡婦》（The Fatherless and the Widow）。該專輯吸引了史洛坎第一個樂團Love Coma的鼓手克里斯·多德（Chris Dodd）。很快的在專輯發行後，史洛坎離開Love Coma、專心的待在啷噹六便士。在《丧父与寡妇》的巡回演出中，乐队加入了吉他手泰斯·維立（Tess Wiley）、贝斯手乔伊·贝利（Joel Bailey）和鼓手多爾·貝克（Dale Baker）。1995年，樂團在加入了贝斯手J·J·普拉山修（J.J. Plasencio）後，發行了專輯《美麗困境》（The Beautiful Mess）。專輯《喪父與寡婦》和《美麗困境》皆是由亞曼德·約翰·派楚立（Armand John Petri，曾任樂團「10,000 Maniacs」、「John & Mary」製作人）負責製作，亞曼德並於1993年到1997年期間幫助管理樂團。在發行《美麗困境》專輯後，泰斯·維立便離開了啷噹六便士。

### 全盛時期（1997年－2003年）
1997年，啷噹六便士签约給了史蒂夫·泰勒的公司「Squint Entertainment」，發表了乐队同名專輯《啷噹六便士》，漸漸的取得廣大聽眾的注意。貝斯手普拉山修在專輯發行前離開，並由賈斯汀·卡瑞（Justin Cary）取代，同時尚恩·凱莉（Sean Kelly）入團成為該團的二號吉他手。
1999年，單曲《Kiss me》的發行，使得啷噹六便士成為一個國際流行音樂的焦點。《Kiss me》在1999年浪漫喜剧電影《窈窕美眉》（She's All That）和2001年恶搞电影《非常男女》（Not Another Teen Movie）以及熱門青春电视剧《恋爱时代》（Dawson's Creek）中作為配樂，並收錄於《恋爱时代》的原聲帶中。英國愛德華王子大婚的電視转播畫面甚至也播放《Kiss me》作為配樂。
接著，樂團翻唱了英國搖滾樂團“The La's”的成名曲《There She Goes》，並成為樂團的第二張暢銷單曲，他們的音樂在各國排行榜中獨占鰲頭，使得蓮兒與啷噹六便士再次受到矚目。蓮兒與啷噹六便士並參加了大衛·賴特曼、傑·雷諾的深夜脫口秀節目。
2000年，蓮兒與啷噹六便士在《今日鉅獻：最佳夏季音樂會系列》CD中貢獻歌曲《Us》為國際大腸癌研究聯盟募款。隔年，樂團在日本發行了日语版《Kiss Me》單曲，这一版也是唯一收錄了《Kiss Me》多種版本及專輯歌曲的混音版本的單曲。
儘管啷噹六便士後續仍有專輯《發現幸福》（Divine Discontent）準備發行，卻因唱片公司逐漸崩潰，樂團被冷凍了數年。最後，Squint Entertainment公司倒閉，而《發現幸福》於2002年十月由Reprise唱片發行。在專輯發行前，鼓手貝克離開了樂團，並由羅柏·米切歐頂替。
《發現幸福》專輯本身和原先的預定版本有很大的不同：歌曲《Us》、《Deeper》、《Don't Pass Me By》、《Too Far Gone》、《Northern Lights》、《Loser Like Me》被放棄，並換上《Down and Out of Time》、《A Million Parachutes》、《Tonight》、《Waiting on the Sun》、《Don't Dream It's Over》。除了《Deeper》之外，所有沒有被收錄的歌曲之前都已經發表過。

### 解散（2004年）
2004年2月26日，麥特·史洛坎發表了樂團解散聲明。麥特·史洛坎隨後被報導他和林德賽·傑麥森（Departure Lounge團員）、山姆·艾許沃斯（知名音樂家查理·皮考克之子）組了新團「Astronaut Pushers」，約翰·戴維斯（Superdrag團員）於2005年加入該團。2005年，「Astronaut Pushers」於他們的獨立品牌Runway Network發表了四張單曲。山姆·艾許沃斯透過My Space表示，他和麥特·史洛坎將於2006年初在納許維爾經營一家音樂工作室、繼續合作關係。

### 蓮兒·納許單飛時期（2005年－2007年）
2005年秋季，蓮兒·納許開始與專輯製作人皮爾·馬切德的個人專輯《Blue on Blue》製作，第一張單曲〈My Idea of Heaven〉於2006年7月14日發行，並於9月14日發行了聖誕節單曲〈Wishing For This〉以及混音版本單曲。2006年8月15日，《Blue on Blue》正式由蓮兒的個人公司「Nettwerk Records」發行，其中以〈Ocean Size Love〉一曲最受歡迎，甚至有傳言〈Ocean Size Love〉將成為蓮兒的第二張單曲。
2007年，蓮兒和比爾·黎柏、萊斯·佛爾柏合作，演唱了歌曲《All the World》、《Some Day the Wind》、《Draw My Life》、《Let It Go》、《Without You》、《Rafe》、《All Alone》。美國电视剧《月光》（Moonlight）使用了《Let It Go》一曲作為配樂，打響知名度。̘

### 復出（2008年）
2007年九月，啷噹六便士宣布復出。該團發表了一張新單曲〈My Dear Machine〉，2008年十月發表了他們第一張聖誕節專輯《恩典的曙光》（The Dawn of Grace）。主唱蓮兒·納許解釋：「蓮兒與啷噹六便士一直想要張聖誕節專輯很久了。那是件我們一直想做的事，但是時間總是不夠。現在我們又重聚在一起了，我們想，這張聖誕節專輯對長久支持我們的人會是個很好的禮物。我們很喜歡它，希望他們也是！」

## 樂團成員

### 現任團員
- 蓮兒·納許 – 主唱
- 麥特·史洛坎 – 吉他手
- 賈斯汀·卡瑞 – 貝斯手(1997–2004, 2008–)

### 前任團員
- TJ·貝林 - 貝斯手 (1993–1994)
- 安德魯·特蘿帝爾 - 貝斯手 (1994–1995)
- 多爾·貝克 – 鼓手 (1995–2001)
- 泰斯·維立 – 吉他手 (1995–1996) 也參與蓮兒與啷噹六便士2008歐洲巡迴演出
- J·J·普拉山修 – 貝斯手 (1995–1996)
- 尚恩·凱莉 – 吉他手 (1997–2004)
- 羅柏·米切歐 – 鼓手 (2001–2004)
- 傑瑞·多爾·麥菲登 – 鍵盤手 (2001–2004)

## 音樂作品

### 專輯
| 發行年份 | 專輯名稱                                     | 美國告示牌排名 |
| -------- | -------------------------------------------- | -------------- |
| 1994     | 《喪父與寡婦》（The Fatherless & the Widow） | -              |
| 1995     | 《美麗困境》（This Beautiful Mess）          | -              |
| 1997     | 《啷噹六便士》（Sixpence None the Richer）   | 89             |
| 2002     | 《發現幸福》（Divine Discontent）            | 154            |
| 2012     | （Lost in Transition）                       | -              |

### 單曲
| 發行年份 | 單曲名稱                  | 收錄專輯名稱            | 美國告示牌排名 |
| -------- | ------------------------- | ----------------------- | -------------- |
| 1996     | 〈Angeltread〉            | 《This Beautiful Mess》 | -              |
| 1999     | 〈Kiss Me〉               | 《同名專輯》            | 2              |
| 1999     | 〈There She Goes〉        | 《同名專輯》            | 32             |
| 2000     | 〈I Can't Catch You〉     | 《同名專輯》            | -              |
| 2002     | 〈Breathe Your Name〉     | 《Divine Discontent》   | -              |
| 2003     | 〈Don't Dream It's Over〉 | 《Divine Discontent》   | 78             |
| 2008     | 〈My Dear Machine〉       | 《My Dear Machine EP》  | -              |

### 其他作品
- 1993年 –《The Original Demos》
- 1996年 –《Tickets for a Prayer Wheel》 (EP)
- 2002年 –《Mega 3 Collection》
- 2005年 –《The Early Years》
- 2006年 –《湛藍》 （蓮兒·納許的單飛專輯）
- 2006年 –《Wishing for This》 （蓮兒·納許的EP）
- 2007年 –《Stars in My Eyes》 （蓮兒·納許的單曲）
- 2008年 –《My Dear Machine EP》

### 翻唱作品
- 〈You're A Mean One, Mr. Grinch〉 –《鬼靈精(電影原聲帶)》
- 〈Bouquet〉  –史蒂夫·泰勒
- 〈Road to Zion〉  –派翠拉合唱團
- 〈Love Letters in the Sand〉  –佩西·克萊恩、白潘等
- 〈Carry You〉  –珊姆·菲莉普絲
- 〈On the Run〉  –電光合唱團
- 〈Dancing Queen〉  –阿巴合唱團
- 〈I Need Love〉  –珊姆·菲莉普絲
- 〈I Just Wasn't Made for These Times〉  –海灘男孩合唱團
- 〈Christmastime Is Here〉  –文斯·葛拉第、《Peanuts》
- 〈Goodnight Children Everywhere〉  –薇拉·琳
- 〈Don't Dream It's Over〉  –Crowded House
- 〈Love Is Blindness〉  –U2
- 〈Every Heartbeat〉  –艾美·葛蘭特